# 暗房安全燈
暗房安全燈（英語：Darkroom lamp），也叫暗室燈，指用于胶片、印相纸显影的安全光照明工具，是保障照片制作人员在暗房中顺利操作但不會使膠卷曝光的可见光源。分为灯泡本身由安全玻璃做成的暗室灯泡，和安装了10瓦上下的灯泡，并装配了安全光滤光片的箱式等。
根据光源的种类，安全燈可分为：白炽灯+安全灯滤镜；LED发光型安全灯；钠光灯/卤素灯。安全燈在使用前需要測試，在不影響曝光的情況下才能進行暗室操作。

## 相關
- 摄影
- 暗房

## 外部連結
- ... 4TestSafelite.shtml